# رنغه رييان (سقز)
قرية رنغه رَييان (بالكردية: ڕەنگەڕێژان) هي إحدى القرى التابعة لـذو الفقار في ريف قسم سرشيو من مقاطعة سقز، في محافظة كردستان الإيرانية.

## السكان
حسب إحصاءات سنة 2006، بلغ إجمالي السكان في رنغه رَييان 400 نسمة وعدد المساكن 71 مسكن. لغة سكان رنغه رَييان هي اللغة الكردية و هم من أهل السنة والجماعة والمذهب الشافعي.